# ازدواج کامن لا
ازدواج عرفی یا ازدواج غیررسمی (انگلیسی: Common-law marriage, informal marriage, marriage by habit and repute, sui juris(Latin) marriage) (ترکیب لاتینی-انگلیسی sui juris marriage به معنی ازدواج حق خود شخص) چهارچوبی قانونی در تعدادی محدود از حکومت‌هاست که یک زوج بدون اینکه رابطه‌شان را به صورت رسمی به عنوان ازدواج شهروندی یا دینی یا مذهبی ثبت کرده باشند ازدواج کرده محسوب می‌شوند. راهکار اصلی «ازدواج عرفی» ازدواجی ست که هر دو طرف شرکت کننده در آن، آن را تأیید شده بدانند، اما به صورت مذهبی یا دولتی به‌طور رسمی ثبت نشده باشد یا در یک آیین رسمی مذهبی جشن گرفته نشده باشد؛ و تنها گواه عملکرد و سازماندهی روابط بین دو زوج باشد که آنها را به عنوان زوج به دیگران معرفی کند.
اصطلاح ازدواج عرفی کاربرد غیررسمی گسترده‌ای دارد، اغلب برای روابطی را که شرعی نشده‌اند. اصطلاح ازدواج عرفی به‌طور محاوره‌ای یا توسط رسانه‌ها برای اشاره به زوج‌های هم‌باش استفاده می‌شود (بدون توجه به حقوقی که این زوج‌ها می‌توانند داشته باشند) که این امر می‌تواند موجب گیج شدن عموم شود هم در ارتباط با این اصطلاح و هم در ارتباط با حقوق همسران ازدواج نکرده.
از نظر قانونی ازدواج عرفی فقط در شرایطی که در محکمه‌هایی (کشور یا حتی ایالتی) انجام شده باشد که این نوع ازدواج را به رسمیت می‌شناسند، رسمی خواهد بود.

## واژه‌شناسی، کاربرد نادرست واژه و تصورات اشتباه عموم
اصطلاح ازدواج عرفی اغلب به اشتباه برای توصیف انواع روابط زوجی استفاده شده‌است، همچون هم‌باشی (خواه ثبت شده یا ثبت نشده) و همچنین دیگر روابط رسمی شده شرعی یا قانونی. اگرچه این روابط بین‌فردی اغلب ازدواج عرفی نامیده می‌شوند اما آن روابط از این لحاظ با ازدواج عرفی متفاوتند که به صورت قانونی، با عنوان ازدواج شناخته نمی‌شوند، بلکه وضعیت‌های بین‌فردی موازی و متقابل در بیشتر محکمه‌های قانونی با عنوان «شراکت خانگی»، «شراکت ثبت شده»، «اتحاد زوجی»، «اتحاد شهروندی» و امثال این شناخته می‌شوند. برای مثال در کانادا، زوج‌ها در حین «روابط شبه-ازدواج» می‌توانند بسیاری حقوق و مسئولیت‌های یک ازدواج را داشته باشند (قوانین بر پایه استان متفاوت است)، زوج‌ها در چنین شراکت‌هایی به‌طور شرعی و قانونی مزدوج شناخته نمی‌شوند هرچند به‌طور قانونی و شرعی می‌توانند با عنوان «همسران ازدواج‌نکرده» تعریف شوند و برای بسیاری از اهداف (همچون مالیات‌ها، مطالبات مالی و مسائل قانونی مرتبط و غیره) آنها شریک هستند اگر ازدواج عرفی کرده باشند. در سال‌های اخیر، کاربرد اصطلاح ازدواج عرفی به عنوان یک اصطلاح جنسیتی برای همه زوج‌های ازدواج‌نکرده افزایش یافته‌است، گرچه این اصطلاح یک مفهوم قانونی ظریف دارد (اول از همه یک شخص فقط در صورتی می‌تواند دربارهٔ «ازدواج عرفی» صحبت کند که چنین ازدواجی در محکمه و قلمرو جامعه‌ای شکل گرفته باشد که به‌طور واقعی قانون عرف (Common Law) را اجرا کند). مطالعات در بریتانیا نشان داده‌است که جامعه درک بسیار ضعیفی از راهکار ازدواج عرفی دارد: یک نظرسنجی در سال ۲۰۰۸ در پادشاهی متحد بریتانیا نشان داد که ۵۱ درصد پاسخ‌دهندگان به‌طور اشتباه بر این باورند که هم‌باش‌ها حقوق یکسانی با زوج‌های ازدواج کرده عرفی دارند.
عقدهای رابطه غیر-ازدواجی از محکمه تا محکمه متفاوت بوده و لزوماً به رسمیت شناخته نمی‌شود و هیچ‌یک در واقع (دفاکتو) زوج نیستند. از آنجایی که ازدواج‌های عرفی، یک ازدواج قانونی ست در سراسر جهان ازدواج‌های معتبر هستند (اگر طرفین با شرایط تشکیل یک ازدواج معتبر در حالی موافقت کنند که در محکمه‌ای زندگی می‌کنند که قرارداد این شکل از ازدواج عرفی را مجاز می‌داند).
در ایالات متحده، ازدواج عرفی در ۹ ایالت و در ناحیه کلمبیا رسمی و قابل قرار است. مردم در این ازدواج‌های عرفی راستین (اجرا شده) با عنوان برای همه اهداف و شرایط به‌طور قانونی ازدواج کرده (legally married for all purposes and in all circumstances) محسوب می‌شوند. زوجی با ازدواج عرفی نباید با زوجی که هم‌باشی دارند بدون اینکه خودشان را به عنوان زن و شوهر حفظ کنند ترکیب شود و موجب گیج شدن شود. (ببینید ازدواج کامن‌لا در ایالات متحده).

### ازدواج حقوق مشترک
اصطلاح «ازدواج حقوق مشترک» به جای کامن‌لا یا عرفی («حقوق عرفی» برگرفته از واژه‌نامه‌های فارسی ببیلون) سال ۲۰۱۵ در ویکی‌پدیای فارسی در ایجاد این مقاله به کار رفت و برخی از خبرگزاری‌های اینترنتی ایرانی نیز از این واژه «حقوق مشترک» نیز استفاده کردند. صحت استفاده از اصطلاح «حقوق مشترک» ممکن است منبع دانشنامه‌ای نداشته باشد.